# 3. ŽNL Osječko-baranjska NS Našice 2012./13.
Prvenstvo se igralo dvokružno. Ligu je osvojila NK Lađanska, te se time plasirala u 2. ŽNL Osječko-baranjsku NS Našice.

## Tablica
| Mj. | Klub                     | Sus. | Pobj. | Nerj. | Por. | GR.   | Bod. |
| --- | ------------------------ | ---- | ----- | ----- | ---- | ----- | ---- |
| 1.  | NK Lađanska              | 18   | 13    | 3     | 2    | 52:14 | 42   |
| 2.  | NK Omladinac Niza        | 18   | 13    | 3     | 2    | 48:19 | 42   |
| 3.  | NK Polet Bokšić          | 18   | 13    | 1     | 4    | 70:24 | 40   |
| 4.  | NK Slavonac Pribiševci   | 18   | 9     | 2     | 7    | 38:45 | 29   |
| 5.  | NK Dinamo Budimci        | 18   | 8     | 4     | 6    | 35:23 | 28   |
| 6.  | NK Brezik Brezik Našički | 18   | 8     | 1     | 9    | 35:47 | 25   |
| 7.  | NK Lug Bokšić Lug        | 18   | 3     | 6     | 9    | 23:45 | 15   |
| 8.  | NK Slavonija Klokočevci  | 18   | 2     | 6     | 10   | 26:40 | 12   |
| 9.  | NK Vuka Razbojište       | 18   | 3     | 3     | 12   | 33:56 | 12   |
| 10. | NK Seona                 | 18   | 2     | 3     | 13   | 22:69 | 9    |

## Rezultati
| NK Slavonac Pribiševci - NK Vuka Razbojište 4:3 NK Brezik Brezik Našički - NK Lađanska 1:3 NK Dinamo Budimci - NK Seona 4:0 NK Slavonija Klokočevci - NK Lug Bokšić Lug 0:2 NK Omladinac Niza - NK Polet Bokšić 5:3 | NK Omladinac Niza - NK Slavonija Klokočevci 5:0 NK Lug Bokšić Lug - NK Dinamo Budimci 1:1 NK Seona - NK Brezik Brezik Našički 2:6 NK Lađanska - NK Slavonac Pribiševci 4:0 NK Polet Bokšić - NK Vuka Razbojište 4:1 | NK Dinamo Budimci - NK Omladinac Niza 0:0 NK Brezik Brezik Našički - NK Lug Bokšić Lug 2:1 NK Slavonac Pribiševci - NK Seona 5:2 NK Vuka Razbojište - NK Lađanska 1:1 NK Slavonija Klokočevci - NK Polet Bokšić 1:2  |
| NK Omladinac Niza - NK Brezik Brezik Našički 5:1 NK Slavonija Klokočevci - NK Dinamo Budimci 0:2 NK Lug Bokšić Lug - NK Slavonac Pribiševci 3:0 NK Seona - NK Vuka Razbojište 0:4 NK Polet Bokšić - NK Lađanska 3:3 | NK Slavonac Pribiševci - NK Omladinac Niza 1:4 NK Brezik Brezik Našički - NK Slavonija Klokočevci 6:2 NK Vuka Razbojište - NK Lug Bokšić Lug 4:1 NK Lađanska - NK Seona 4:0 NK Dinamo Budimci - NK Polet Bokšić 1:2 | NK Omladinac Niza - NK Vuka Razbojište 3:2 NK Slavonija Klokočevci - NK Slavonac Pribiševci 2:2 NK Dinamo Budimci - NK Brezik Brezik Našički 4:0 NK Lug Bokšić Lug - NK Lađanska 0:2 NK Polet Bokšić - NK Seona 7:0  |
| NK Lađanska - NK Omladinac Niza 2:1 NK Vuka Razbojište - NK Slavonija Klokočevci 2:2 NK Slavonac Pribiševci - NK Dinamo Budimci 2:1 NK Seona - NK Lug Bokšić Lug 4:4 NK Brezik Brezik Našički - NK Polet Bokšić 1:2 | NK Omladinac Niza - NK Seona 5:1 NK Slavonija Klokočevci - NK Lađanska 0:2 NK Dinamo Budimci - NK Vuka Razbojište 1:1 NK Brezik Brezik Našički - NK Slavonac Pribiševci 0:1 NK Polet Bokšić - NK Lug Bokšić Lug 2:1 | NK Lug Bokšić Lug - NK Omladinac Niza 1:1 NK Seona - NK Slavonija Klokočevci 4:1 NK Lađanska - NK Dinamo Budimci 1:0 NK Vuka Razbojište - NK Brezik Brezik Našički 1:3 NK Slavonac Pribiševci - NK Polet Bokšić 4:1  |
| NK Vuka Razbojište - NK Slavonac Pribiševci 2:3 NK Lađanska - NK Brezik Brezik Našički 4:1 NK Seona - NK Dinamo Budimci 4:2 NK Lug Bokšić Lug - NK Slavonija Klokočevci 1:1 NK Polet Bokšić - NK Omladinac Niza 3:1 | NK Slavonija Klokočevci - NK Omladinac Niza 0:0 NK Dinamo Budimci - NK Lug Bokšić Lug 4:0 NK Brezik Brezik Našički - NK Seona 1:0 NK Slavonac Pribiševci - NK Lađanska 2:1 NK Vuka Razbojište - NK Polet Bokšić 0:4 | NK Omladinac Niza - NK Dinamo Budimci 2:1 NK Lug Bokšić Lug - NK Brezik Brezik Našički 2:2 NK Seona - NK Slavonac Pribiševci 0:2 NK Lađanska - NK Vuka Razbojište 8:1 NK Polet Bokšić - NK Slavonija Klokočevci 2:1  |
| NK Brezik Brezik Našički - NK Omladinac Niza 0:2 NK Dinamo Budimci - NK Slavonija Klokočevci 3:1 NK Slavonac Pribiševci - NK Lug Bokšić Lug 6:0 NK Vuka Razbojište - NK Seona 3:2 NK Lađanska - NK Polet Bokšić 1:0 | NK Omladinac Niza - NK Slavonac Pribiševci 1:0 NK Slavonija Klokočevci - NK Brezik Brezik Našički 7:0 NK Lug Bokšić Lug - NK Vuka Razbojište 4:2 NK Seona - NK Lađanska 1:3 NK Polet Bokšić - NK Dinamo Budimci 1:2 | NK Vuka Razbojište - NK Omladinac Niza 2:4 NK Slavonac Pribiševci - NK Slavonija Klokočevci 2:2 NK Brezik Brezik Našički - NK Dinamo Budimci 3:1 NK Lađanska - NK Lug Bokšić Lug 9:0 NK Seona - NK Polet Bokšić 0:12 |
| NK Omladinac Niza - NK Lađanska 2:1 NK Slavonija Klokočevci - NK Vuka Razbojište 4:1 NK Dinamo Budimci - NK Slavonac Pribiševci 3:2 NK Lug Bokšić Lug - NK Seona 0:0 NK Polet Bokšić - NK Brezik Brezik Našički 8:0 | NK Seona - NK Omladinac Niza 0:4 NK Lađanska - NK Slavonija Klokočevci 2:0 NK Vuka Razbojište - NK Dinamo Budimci 2:4 NK Slavonac Pribiševci - NK Brezik Brezik Našički 1:4 NK Lug Bokšić Lug - NK Polet Bokšić 1:2 | NK Omladinac Niza - NK Lug Bokšić Lug 3:1 NK Slavonija Klokočevci - NK Seona 2:2 NK Dinamo Budimci - NK Lađanska 1:1 NK Brezik Brezik Našički - NK Vuka Razbojište 4:1 NK Polet Bokšić - NK Slavonac Pribiševci 12:1 |